# Pérouille (pera)
Pérouille es el nombre de una variedad cultivar de pera europea Pyrus communis. Esta pera oriunda de Francia de Labort en las proximidades de Bayona. Las frutas tienen una pulpa amarillenta, no muy jugosa, quebradiza, rara vez pedregosa, agua suficiente, sabor dulce no falto de azúcar, sino de fragancia y sabor. De uso exclusivo en cocina para hacer confitura.

## Sinonimia
- "Poires Nanes",[4]
- "Prouilles".[5]
- "Perillos" en España.[1]

## Historia
En España 'Pérouille' está considerada incluida en las variedades locales autóctonas muy antiguas, cuyo cultivo se centraba en comarcas muy definidas. Se caracterizaban por su buena adaptación a sus ecosistemas y podrían tener interés genético en virtud de su adaptación. Se encontraban diseminadas por todas las regiones fruteras españolas, aunque eran especialmente frecuentes en la España húmeda.
'Pérouille' es una variedad clasificada como de cocina, difundido su cultivo en el pasado por los viveros comerciales y cuyo cultivo en la actualidad se ha reducido a huertos familiares y jardines privados.

## Características
El peral de la variedad 'Pérouille' tiene un vigor muy fuerte; árbol de extensión erguida. Tiene un tiempo de floración durante el mes de abril; tubo del cáliz mediano, en forma de embudo con conducto muy estrecho, y con estambres tupidos, que nacen inmediatamente encima de la base de los sépalos.
La variedad de pera 'Pérouille'  tiene una talla de fruto muy pequeño (unos 5 cm); forma turbinada piriforme, con cuello poco acentuado asimétrico, contorno más bien regular; piel rugosa, mate; epidermis con color de fondo verde amarillento, finamente salpicada de ruginoso-"russeting" cobrizo que cubre la casi totalidad del fruto, "russeting" (pardeamiento áspero superficial que presentan algunas variedades) muy fuerte (75-100%); pedúnculo muy largo y fino, engrosado en su extremo y carnoso en la base, ligeramente curvo, oblicuo junto a una gibosidad más o menos acentuada, a veces parece prolongación del fruto; cavidad peduncular nula o limitada a un pequeño repliegue en la base del pedúnculo; anchura de la cavidad calicina media, de profundidad media; ojo entreabierto o abierto; sépalos anchos y largos, erectos con las puntas convergentes y vueltas hacia fuera.

Carne de color amarillento; textura no muy jugosa, quebradiza, rara vez pedregosa, agua suficiente; sabor dulce no falto de azúcar, sino de fragancia y sabor, regular; corazón pequeño, fusiforme, estrecho. Eje muy estrecho, lanoso. Celdillas pequeñas. Semillas pequeñas, ocupan la totalidad de la celdilla, elípticas, puntiagudas, espolonadas, con color castaño claro.
La pera 'Pérouille' tiene una época de maduración y recolección durante principios de verano. Se usa como pera de cocina sobre todo en la elaboración de confituras. En el País Vasco se hace una mermelada con almíbar rosa ambarino con frutas "sin pelar", que es poco común y le da una ligera textura en la boca.

## Polinización
Esta variedad es autofértil (no requiere que otros árboles sean polinizadores), pero su producción se verá favorecida por la presencia de variedades polinizadoras como 'Williams' Bon Chretien'.

La variedad de pera 'Pérouille'.
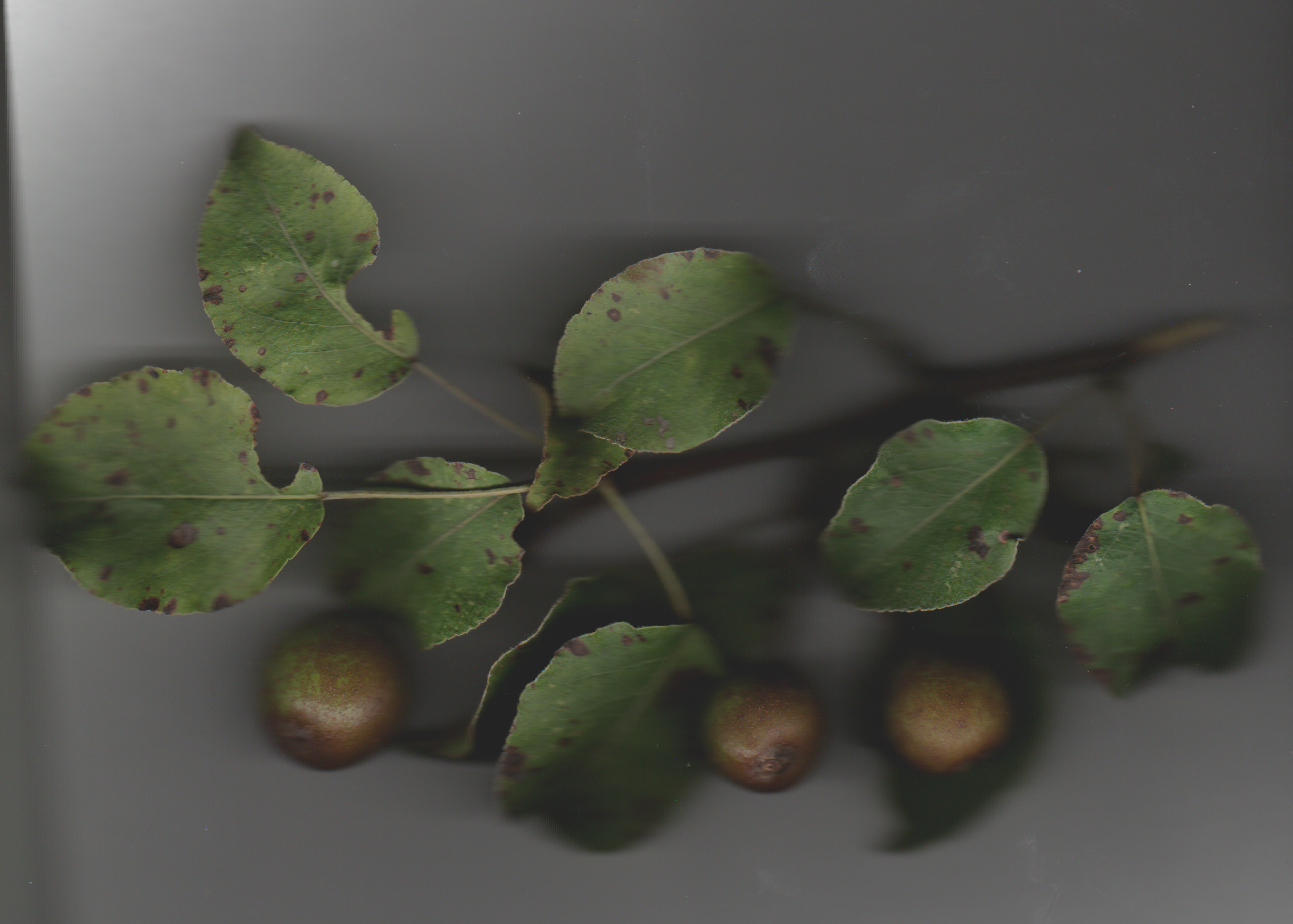
Ramas y frutos del peral 'Pérouille'.
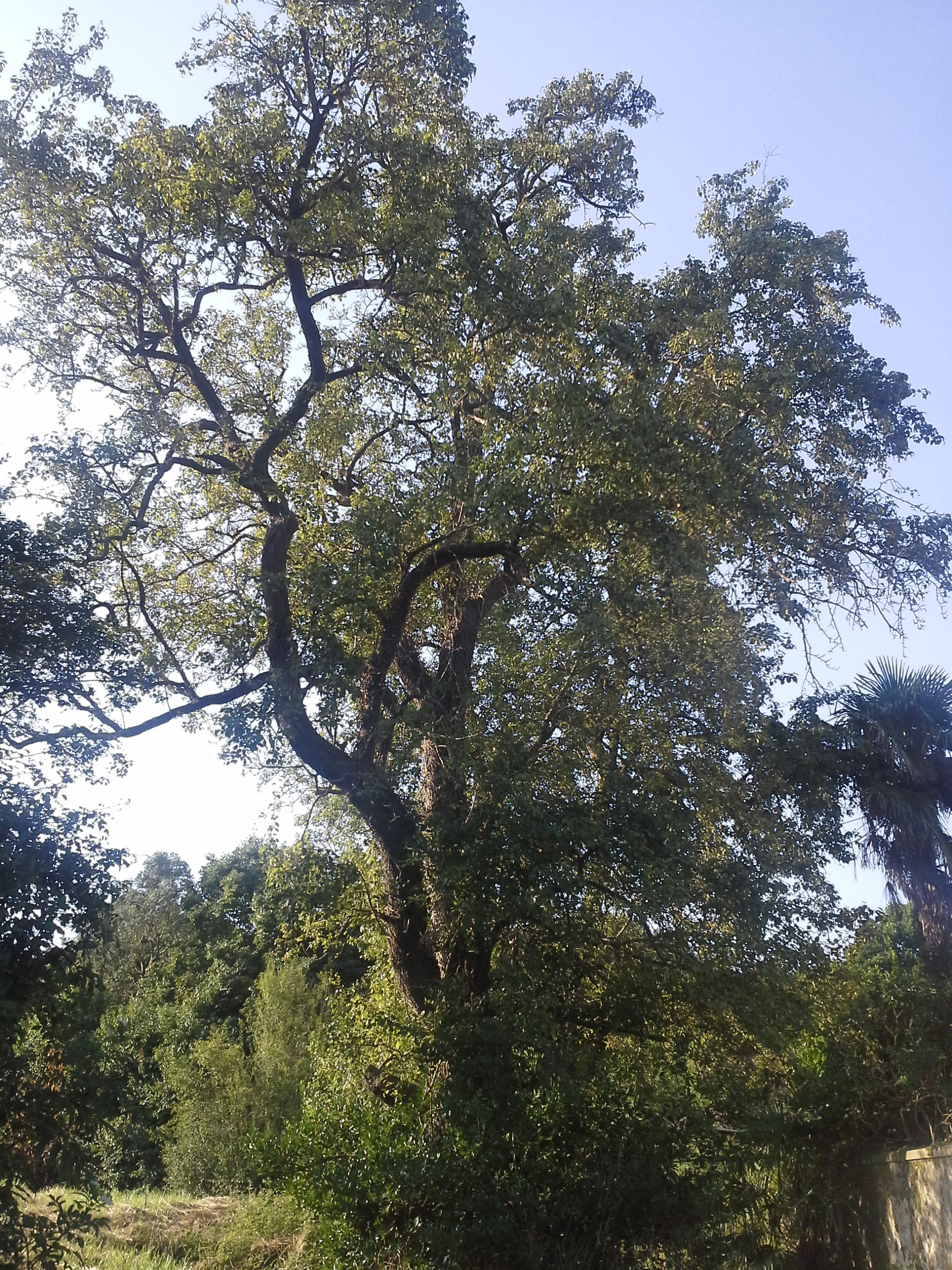
Porte del peral 'Pérouille', ejemplar en Bayona.
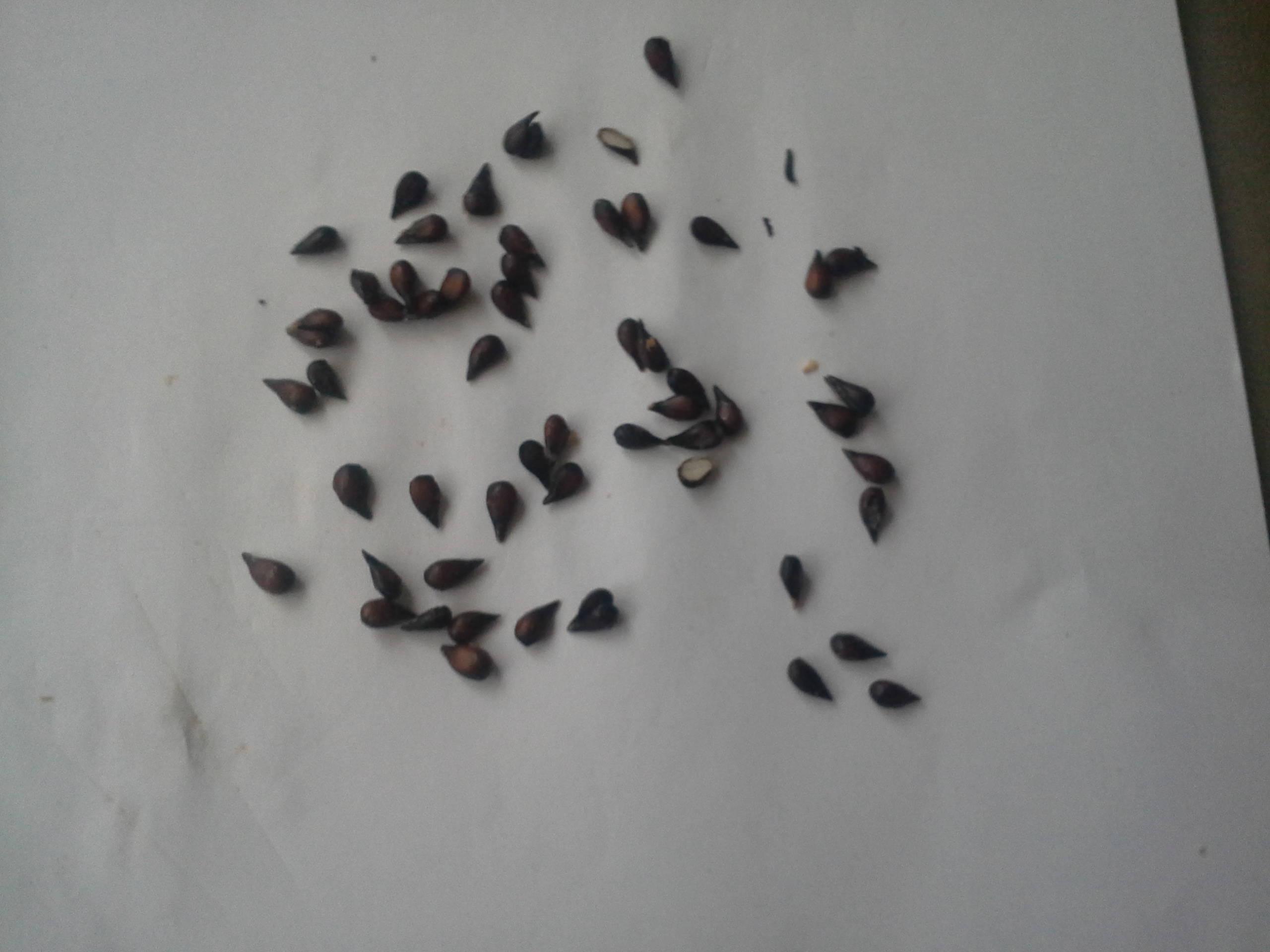
Las semillas de las peras 'Pérouille'.